# Clinch River Breeder Reactor Project
Das Clinch River Breeder Reactor Project war ein Projekt zum Bau eines Schnellen Brutreaktors in den USA, das aber vor allem aus ökonomischen Gründen und wegen befürchteter Waffenverbreitung 1983 aufgegeben wurde.
1972 wurde der Bau in Angriff genommen. Das Kernkraftwerk sollte mit einer Leistung von 350 Megawatt Strom ans Netz abgeben, das Kühlwasser wäre dem Clinch River entnommen worden. Die Bauarbeiten wurden mehrmals unterbrochen. 1983 stellte der Kongress der Vereinigten Staaten aber die Finanzierung vor der Bau-Vollendung definitiv ein, weil es wesentlich wirtschaftlicher war, Leichtwasserreaktoren zu bauen und zu betreiben. Auch das Risiko einer Waffenverbreitung des hier in großer Menge im Reaktor erbrüteten, waffenfähigen Plutoniums, spielte eine gewisse Rolle. Damit gelangte die Brütertechnologie  in den Vereinigten Staaten nie über das Stadium des Forschungsreaktors Experimental Breeder Reactor I hinaus, der zwar weltweit erstmals Strom mit Kernenergie erzeugte, später aber auch eine Kernschmelze verzeichnete.
Heute ist der Standort am Clinch River wieder im Gespräch für den Bau eines Modularen Kleinreaktors (SMR), der zu den Leichtwasserreaktoren gehört. Im Mai 2016 wurde das Gesuch dafür eingereicht.